# Kristyna Pliskova
Kristyna Pliskova (Louny, Txecoslovàquia, 21 de març de 1992) és una tennista txeca. La seva germana bessona Karolína també és tennista professional i han disputat diversos torneigs juntes en categoria de dobles, de fet, van esdevenir les primeres germanes bessones a guanyar un títol de dobles en la història de la WTA.
En el seu palmarès té un títol individual i cinc de dobles femenins en el circuit WTA, que li van permetre arribar al 35è lloc i al 44è dels rànquings respectius. El seu joc destaca pel seu potent servei i va establir el rècord de més serveis directes en un partit del circuit WTA amb 31 l'any 2016.
Es va casar amb el futbolista eslovac Dávid Hancko i l'any 2022 van tenir un fill anomenat Adam.

## Palmarès

### Individual: 2 (1−1)
| Llegenda                                  |
| ----------------------------------------- |
| Grand Slam (0−0)                          |
| WTA Tour Championships / WTA Finals (0−0) |
| Premier Mandatory (0−0)                   |
| Premier 5 (0−0)                           |
| Premier (0−0)                             |
| International (1−1)                       |

| Títols per superfície |
| --------------------- |
| Dura (1−0)            |
| Gespa (0−0)           |
| Terra batuda (0−1)    |

| Resultat   | Núm. | Data                | Torneig              | Superfície   | Oponent      | Marcador      |
| ---------- | ---- | ------------------- | -------------------- | ------------ | ------------ | ------------- |
| Guanyadora | 1.   | 1 d'octubre de 2016 | Taixkent, Uzbekistan | Dura         | Nao Hibino   | 6−3, 2−6, 6−3 |
| Finalista  | 1.   | 6 de maig de 2017   | Praga, Txèquia       | Terra batuda | Mona Barthel | 6−2, 5−7, 2−6 |

### Dobles femenins: 6 (5−1)
| Llegenda                                  |
| ----------------------------------------- |
| Grand Slam (0−0)                          |
| WTA Tour Championships / WTA Finals (0−0) |
| Premier Mandatory (0−0)                   |
| Premier 5 (0−0)                           |
| Premier (0−0)                             |
| International (5−1)                       |

| Títols per superfície |
| --------------------- |
| Dura (2−0)            |
| Gespa (0−0)           |
| Terra batuda (3−1)    |

| Resultat   | Núm. | Data                   | Torneig              | Superfície   | Parella           | Oponents                            | Marcador          |
| ---------- | ---- | ---------------------- | -------------------- | ------------ | ----------------- | ----------------------------------- | ----------------- |
| Finalista  | 1.   | 14 de juliol de 2013   | Palerm, Itàlia       | Terra batuda | Karolína Plísková | Kristina Mladenovic Katarzyna Piter | 1−6, 7−5, [8−10]  |
| Guanyadora | 1.   | 13 d'octubre de 2013   | Linz, Àustria        | Dura (i)     | Karolína Plísková | Gabriela Dabrowski Alicja Rosolska  | 7−6(6), 6−4       |
| Guanyadora | 2.   | 13 de juliol de 2014   | Bad Gastein, Àustria | Terra batuda | Karolína Plísková | Andreja Klepac M.T. Torró Flor      | 4−6, 6−3, [10−6]  |
| Guanyadora | 3.   | 14 de setembre de 2014 | Hong Kong, Hong Kong | Dura         | Karolína Plísková | P. Mayr-Achleitner Arina Rodionova  | 6−2, 2−6, [12−10] |
| Guanyadora | 4.   | 21 de juliol de 2019   | Bucarest, Romania    | Terra batuda | Viktória Kužmová  | Jaqueline Cristian E-G. Ruse        | 6−4, 7−6(3)       |
| Guanyadora | 5.   | 16 d'agost de 2020     | Praga, Txèquia       | Terra batuda | Lucie Hradecká    | Monica Niculescu Raluca Olaru       | 6−2, 6−2          |

## Trajectòria

### Individual
| Open d'Austràlia | A   | Q1  | Q1  | 2R   | Q2   | Q1  | 2R    | 3R    | 1R    | 2R    | 1R  | 1R   | 0 / 7    | 5 – 7    |
| Roland Garros | A   | Q1  | Q1  | 1R   | Q1   | Q1  | 1R    | 1R    | 1R    | 1R    | 2R  | 1R   | 0 / 7    | 1 – 7    |
| Wimbledon | A   | 1R  | 2R  | 1R   | 1R   | 3R  | 1R    | 2R    | 1R    | 1R    | NC  | 2R   | 0 / 10   | 5 – 10   |
| US Open | Q3  | Q3  | 2R  | Q2   | 1R   | Q1  | Q2    | 2R    | 1R    | 2R    | 1R  | 2R   | 0 / 7    | 4 – 7    |
| Total Victòries−Derrotes | 0−2 | 2−5 | 3−3 | 3−10 | 3−10 | 2−4 | 10−14 | 22−23 | 14−22 | 18−21 | 9−8 | 5−15 | 91 – 139 | 91 – 139 |
| Rànquing a final d'any | 227 | 179 | 110 | 121  | 123  | 113 | 61    | 61    | 97    | 66    | 69  | 146  |          |          |
| Llegenda: G: Guanyadora; F: Finalista; SF: Semifinalista; QF: Quarts de final; Q: Qualificació; A: Absent; RR: Round Robin; |     |     |     |      |      |     |       |       |       |       |     |      |          |          |

### Dobles femenins
| Open d'Austràlia | A   | A  | A  | A   | A   | 3R | 2R  | A  | 1R | 2R  | 0 / 4 | 4 – 4 |
| Roland Garros | A   | A  | 1R | 2R  | A   | 2R | A   | A  | 3R | QF  | 0 / 5 | 7 – 5 |
| Wimbledon | A   | A  | 1R | 1R  | A   | 1R | A   | A  | NC | A   | 0 / 3 | 0 – 3 |
| US Open | 1R  | A  | 1R | A   | A   | 1R | A   | A  | A  | A   | 0 / 3 | 0 – 3 |
| Rànquing a final d'any | 101 | 85 | 71 | 194 | 184 | 74 | 115 | 54 | 49 | 139 |       |       |
| Llegenda: G: Guanyadora; F: Finalista; SF: Semifinalista; QF: Quarts de final; Q: Qualificació; A: Absent; RR: Round Robin; |     |    |    |     |     |    |     |    |    |     |       |       |